# Myrmecia inquilina
Myrmecia inquilina é uma espécie de insecto da família Formicidae.
É endémica da Austrália.